# Gampong Air Tenang
Gampong Air Tenang is een bestuurslaag in het regentschap Aceh Tamiang van de provincie Atjeh, Indonesië. Gampong Air Tenang telt 421 inwoners (volkstelling 2010).